# Attaque de loup sur l'homme

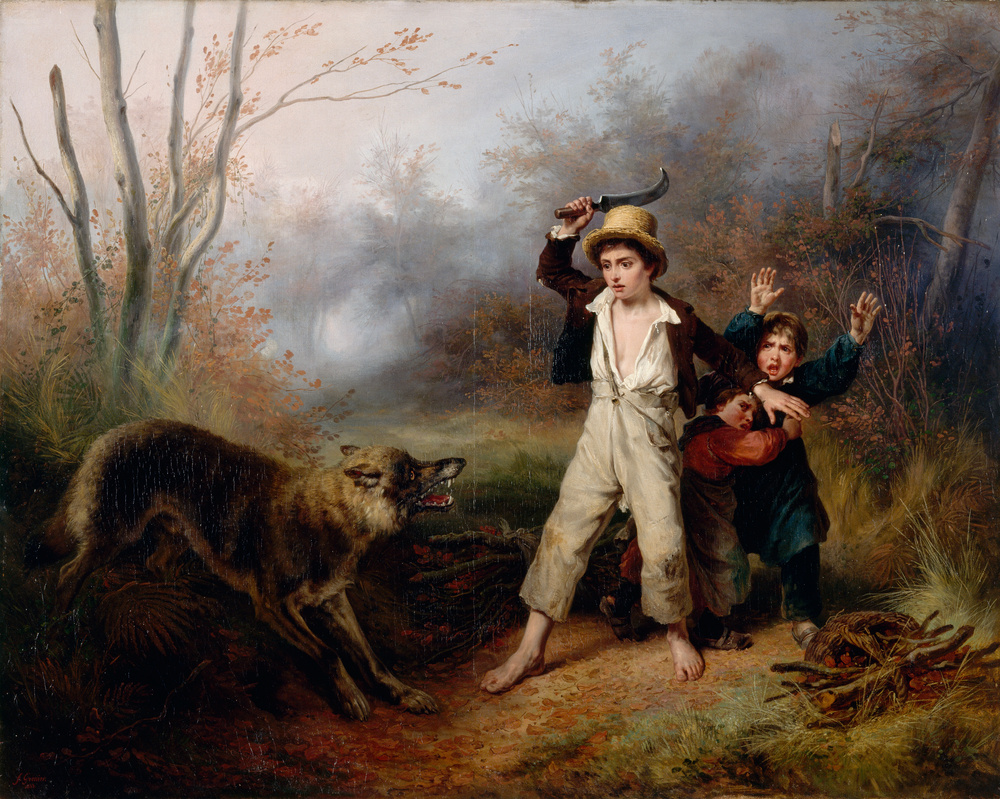
Petits paysans surpris par un loup.
Huile sur toile de François Grenier de Saint-Martin, dépôt du musée d'Arts de Nantes, 1833.

Les attaques de loup (Canis lupus) sur les êtres humains sont attestées dans plusieurs pays, notamment en Europe, surtout depuis le Moyen Âge. L'espèce ayant quasiment disparu en Europe occidentale au XXe siècle, leur réalité a été contestée. Un premier bilan de ces attaques à travers le monde a été publié en 2002 sous l'égide de John Linnell, puis complété pour la période 2002-2020.

## Typologie des attaques
Carnivores, les loups sont des concurrents directs des hommes, qui chassent eux aussi la faune sauvage, et dans les pays d'élevage, constituent des animaux nuisibles car ils s'attaquent aux animaux domestiques. 
Les attaques prédatrices contre les humains sont rares, car elles ne sont pas sans risque pour le loup, comme le note François de Beaufort.
Attestées depuis l'Antiquité, chez Aristote comme par des stèles funéraires, les attaques prédatrices de loups ciblent surtout des enfants et des personnes isolées. Ces attaques sont plus nombreuses en été qu'en hiver, ce qui correspond au cycle des activités agro-pastorales comme au rythme biologique du loup qui doit nourrir des louveteaux. Ce maximum estival s'observe en France comme en Russie. De telles attaques sont soit le fait de loups isolés[réf. nécessaire], parfois secondés par un loup en retrait, soit de loups groupés en meutes.
Selon Gilles Ragache, certaines attaques attribuées à des loups prédateurs seraient en réalité des assassinats commis par des lycanthropes, comme en Franche-Comté à la fin du XVIe siècle.
Les attaques de loups enragés sont toujours le fait d'animaux isolés. Elles sont brèves et blessent en général plusieurs personnes au visage ou aux bras, certaines pouvant mourir sur le coup. La plupart étaient emportées par la maladie en quelques semaines, avant la mise au point du vaccin contre la rage. Certaines victimes sont mortes malgré le traitement antirabique, surtout celles qui ont été mordues à la tête. Les loups enragés sont considérés comme très dangereux. Contrairement aux loups prédateurs, ils ne dévorent pas leurs victimes. Pourtant, en autopsiant des loups enragés on a trouvé des fragments humains avalés sans être mâchés.

## Attaques humaines par des loups sains en Europe

### Pays Bas
Le 1er août 2025, un enfant de six ans est attaqué par un loup, dans la région d'Utrecht. Des adultes présents mettent l'animal en fuite.

### Espagne
Des attaques de loups sont attestées en Espagne, où quatre garçons âgés respectivement de 5 ans pour deux d'entre eux, 11 mois et 3 ans ont été tués par deux louves distinctes, en Galice, en 1957 et 1959 (louve de Vimianzo) puis en 1974 (louve de Rante). Chacune de ces attaques s'est produite au début de l'été. Un garçon de 5 ans, Manuel Suárez, enlevé par la première louve en 1958, a survécu à l'attaque et il en gardait des cicatrices plus de cinquante ans après.

### Finlande
En Finlande, cinq séries d'attaques de loups ont causé la mort de 64 personnes entre 1831 et 1881, presque toutes des enfants. Dans les villages de la région d'Åbo (Turku), 22 enfants au moins ont été tués par deux loups (une femelle et son jeune, un mâle) entre janvier 1880 et novembre 1881. Toutefois, selon les responsables de la gestion des prédateurs des comtés de Stokholm, Gävleborg, Västmanland et Dalarna dans la Suède voisine, ainsi que des chercheurs de Grimsö, « il s'agit en grande partie d'histoires à dormir debout », ce que conteste le Centre finlandais de la chasse.

### France

#### Nécrophagie
Dans la première moitié du XIe siècle, le chroniqueur Raoul Glaber évoque la consommation de cadavres humains par des loups dans un contexte de famine : « De plus, les cadavres gisant çà et là, privés de sépulture à cause de leur multitude, engraissèrent les loups qui, après une longue interruption, prirent leur proie parmi les hommes ». La nécrophagie aurait favorisé la prédation sur les humains. Quatre siècles plus tard, une autre source narrative, le Journal d'un bourgeois de Paris, mentionne des victimes dévorées par des loups qui avaient réussi à entrer dans Paris, en 1438 et 1439. En 1477, le cadavre du duc Charles le Téméraire a été à moitié dévoré par des loups sous les murs de Nancy. En janvier et juin 1794, la nécrophagie lupine a mutilé le corps du chef vendéen La Rochejacquelein puis ceux des conventionnels girondins Pétion et Buzot.

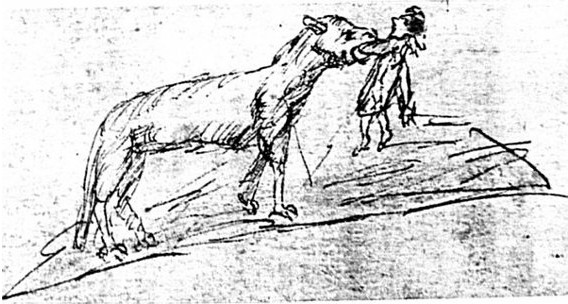
Loup dévorant un enfant dans le Velay.
Dessin de Jean Burel, bourgeois du Puy, dans son Journal (1589).

#### Attaques
Pour le XVIe siècle, et surtout pour les XVIIe et XVIIIe siècles, les sources les plus précises sont les actes de décès ou d'inhumation, conservés dans les registres paroissiaux. Selon Jean-Marc Moriceau, historien du monde rural, il s'agit là de sources sérieuses, « imparfaites mais irréfutables », qui autorisent une étude quantitative. Ayant lui-même lancé une enquête nationale en faisant appel aux généalogistes travaillant sur les archives départementales, Jean-Marc Moriceau a proposé une synthèse en 2007, Histoire du méchant loup. Il obtient alors un premier bilan de 3 069 attaques de loups en France, porté à 3 272 dans la seconde édition (1 961 attaques de loups prédateurs et 1 311 attaques de loups enragés). L'enquête se poursuivant après la publication de cet ouvrage, le nombre des attaques recensées augmente : plus de 7 600 en 2013 (dont 4 603 attaques de loups prédateurs), 9 031 en 2014 (dont 5 695 attaques de loups prédateurs). La réédition du livre en 2016 fait état de nouvelles données : « Le corpus statistique des victimes et des agresseurs s'est considérablement élargi. Si l'on met de côté le cas exceptionnel des 6 000 victimes attribuées à la Bretagne occidentale pour la fin du XVIe siècle, ce sont plus de 12 000 attaques que l'on peut recenser (dont 8 672 dues à des loups prédateurs et 3 731 à des loups enragés) ». Les victimes sont majoritairement des enfants, et pour les adultes, surtout des femmes. En 2001, le conseil municipal de Nouzilly, les enseignants et les enfants ont donné à leur école le nom d'une fille du village tuée par des « loups carnassiers » 250 ans plus tôt, Jeanne Salmon.
Jean-Marc Moriceau insiste sur les conditions sociales qui ont exposé les populations rurales de l'Ancien Régime à ces attaques. La garde du bétail était souvent confiée à de jeunes enfants, en lisière des bois où s'abritaient les meutes de loups. Comme le zoologiste François de Beaufort et les historiens Gilles Ragache et Jean-Paul Chabrol, il attribue les attaques de la bête du Gévaudan (de 1764 à 1767) à cette minorité de loups anthropophages.
La région du Val de Loire est particulièrement touchée par les attaques de loups contre des humains.

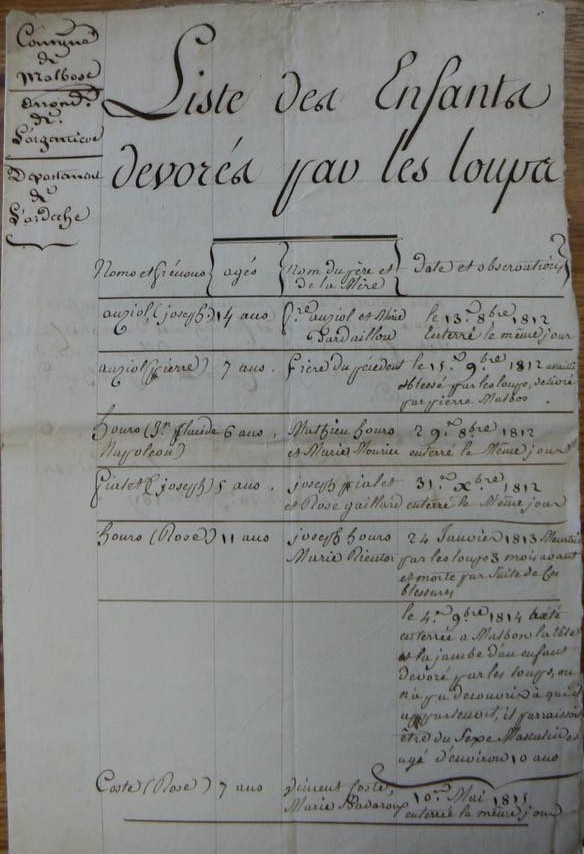
Enfants dévorés par la bête des Cévennes dans l'arrondissement de Largentière, Ardèche.

Les attaques contre les enfants qui avaient chuté à la fin de l'Ancien Régime reprennent pendant la période révolutionnaire à cause des guerres extérieures, de l'insécurité intérieure et de la confusion administrative. L'auteur relève ainsi une attaque manquée sous la Terreur contre un adulte pourtant protégé : le 19 Thermidor an II (6 août 1794), le maire de Saint-Georges-sur-Fontaine en Seine-Inférieure est désarçonné de son cheval par un fauve solitaire.
Ce regain des attaques prédatrices se poursuit lors des deux premières décennies du XIXe siècle, notamment dans les Cévennes et la vallée de la Saône, puis elles deviennent « tout à fait exceptionnelles », et paradoxalement malaisées à établir, après le règne de Louis XVIII. « Agresseurs malgré eux », les loups enragés continuent à faire des dizaines de victimes, les deux dernières mourant en 1883, en Dordogne.
Le Norsk Institutt for Naturforskning (Institut norvégien de recherche sur la nature), dans une étude dirigée par John Linnell, recense les attaques de loups en France comme suit :
|            | Attaques de loups enragés | Attaques de loups enragés | Attaques de loups enragés | Attaques de loups enragés | Attaques de loups sains | Attaques de loups sains | Attaques de loups sains | Attaques de loups sains |
| Période    | Affaires                  | Victimes                  | Blessés                   | Morts                     | Affaires                | Victimes                | Blessés                 | Morts                   |
| XXe siècle | 0                         | 0                         |                           |                           | 6                       | 6                       | 2                       | 2                       |
| 1875-1899  | 5                         | 24                        | 21                        | 3                         | 12                      | 33                      | 4                       | 20                      |
| 1850-1874  | 4                         | 55                        | 34                        | 21                        | 7                       | 8                       | 6                       | 2                       |
| 1825-1849  | 8                         | 41                        | 23                        | 10                        | 24                      | 29                      | 5                       | 10                      |
| 1800-1824  | 28                        | 225                       | 115                       | 84                        | 146                     | 295                     | 76                      | 72                      |
| 1775-1799  | 38                        | 142                       | 55                        | 40                        | 23                      | 38                      | 2                       | 15                      |
| 1750-1774  | 35                        | 364                       | 183                       | 150                       | 11                      | 196                     | 1                       | 154                     |
| Avant 1750 | 18                        | 187                       | 69                        | 118                       | 52                      | 477                     | 54                      | 408                     |
| Total      | 136                       | 838                       | 500                       | 426                       | 281                     | 1082                    | 150                     | 683                     |

Dans ce tableau, les éventuelles incohérences entre le nombre total de victimes et le nombre de morts et de blessés résulte de ce que le sort des victimes n'est pas toujours connu.
Depuis la réintroduction des loups en France dans les années 1980 aucune attaque contre l'homme n'a été documentée en France.

### Italie
En Italie du nord, les attaques de loups ont fait des victimes humaines jusqu'en 1825. En Lombardie, on a enregistré des attaques de loups enragés et de loups prédateurs au XVIIIe siècle, comme la bête de Cusago en 1792 : on avait pensé à une hyène, mais elle s'est avérée une louve. Dans les Abruzzes, Giuseppe Altobello cite quelques attaques mortelles qui se seraient produites entre 1914 et janvier 1924.

### Roumanie
Au début du XXe siècle, Rook Carnegie nomme cinq soldats en permission qui auraient été attaqués et dévorés en janvier 1901 dans la région de Galați. Par ailleurs, deux chercheurs de l'université de Montpellier affirment avoir trouvé des cas de loups anthropophages en Roumanie au XXe siècle. L'un d'eux, Antoine Pierrot, a recensé 210 attaques de loups prédateurs, mentionnées entre 1922 et 1943 par le quotidien de référence Universul : 99 de ces attaques ont entraîné la mort de 111 personnes.

### Suède
En Suède, le « loup de Gysinge » (Gysingevargen) a tué huit enfants et une jeune fille de 18 ans, Anna Persdotter, en trois mois à partir du 30 décembre 1820. L'animal a été abattu le 27 mars 1821. L'enquête a révélé qu'il avait été capturé alors qu'il était un louveteau et gardé plusieurs années en captivité avant de s'enfuir. Les loups captifs ont tendance à perdre leur méfiance naturelle à l'égard de l'homme.

### Pays baltes
En Estonie, selon les recherches d'Ilmar Rootsi qui a soutenu une thèse sur les attaques de loups, les sources sont incomplètes au XVIIIe siècle. Au siècle suivant, les registres des églises luthériennes indiquent 111 victimes tuées entre 1804 et 1853, dont 108 enfants. La dernière victime d'une attaque de loup prédateur date de 1873, selon un registre d'église orthodoxe : un garçon de neuf ans, emporté puis dévoré à Iisaku.

### Biélorussie
Hans Kruuk a fait part de trois attaques mortelles de loups sur des humains (deux hommes adultes et une écolière), en Biélorussie, durant l'hiver 1995-1996. Le zoologiste Vadim Sidorovitch mentionne des faits plus anciens : durant la Première Guerre mondiale, dans la forêt de Naliboki, le manque de nourriture a conduit les loups à s'attaquer aux cadavres humains exposés après les combats, et même à attaquer des soldats blessés. Ces loups étaient devenus très nombreux car personne ne les chassait depuis le début du conflit, alors que leurs proies habituelles (cerfs, chevreuils, sangliers...) avaient quasiment disparu, chassées par les soldats, les habitants et les réfugiés.

### Russie
Des universitaires estoniens ont étudié les attaques de loup dans la partie européenne de l'empire russe, en se basant notamment sur le Journal du ministère de l'Intérieur. Dans cette zone, ils ont recensé 483 attaques entre 1841 et 1861 : 168 de loups prédateurs, 315 de loups enragés. Les victimes de loups prédateurs avaient moins de quinze ans pour 99 % d'entre elles, les provinces les plus touchées étant celles de Moguilev, Saint-Pétersbourg et Podolsk. Les mois de juillet-août concentrent plus de la moitié des attaques prédatrices, probablement parce que cette saison estivale voit les enfants sortir pour garder les troupeaux ou cueillir des fruits et des champignons en forêt, et aussi parce que c'est le moment où les loups doivent se nourrir pour élever leurs louveteaux.
Pour l'année 1875, 200 humains auraient été tués par des loups en Russie selon le journal Finlands Almänna Tidning (la Finlande faisait alors partie de l'empire russe) ; le nombre des loups était alors estimé à 170 000 en Russie. Ces statistiques de prédation disparaissent à l'époque soviétique.
En Russie d'Europe, des loups prédateurs ont tué 22 enfants âgés de 3 à 17 ans dans l'oblast de Kirov, entre 1944 et 1951. Des attaques isolées ont eu lieu depuis la fin de l'époque soviétique : en 2009, un garçon de 10 ans, Kolia Netchaïev, a été emporté et tué par un loup dans la région de Perm.

## Situation en Asie
En Inde, 624 personnes ont été tuées par les loups (Canis indica) en 1878 dans l'Uttar Pradesh. Autour de Hazaribagh, dans le Bihar, les loups ont tué 115 enfants entre 1910 et 1915, et 122 enfants de 1980 à 1986 ; dans la même région, 78 enfants ont été enlevés entre avril 1993 et mars 1995, parmi lesquels 20 ont été sauvés. En 1996, entre le 27 mars et le 1er juillet, une meute a tué 21 enfants autour de Jaunpur, Pratapgarh et Sultanpur (Uttar Pradesh). En 2024, neuf enfants et une femme sont attaqués et tués par des loups dans la même province, district de Bahraich,,.
En Iran, une étude recense 53 attaques de loup entre avril 2001 et avril 2012 dans la province de Hamadan, la plupart étant prédatrices et visant des enfants de 12 ans au plus. En 2019 au Tadjikistan, dans la région autonome du Badakhshan, deux femmes ont été attaquées et tuées par des loups. Selon les résidents locaux, l'attaque était due à un manque de nourriture dans les montagnes du Pamir, à la suite de quoi les loups sont descendus des montagnes à la recherche de nourriture.

## Situation en Amérique du Nord
Les attaques de loup sur les humains semblent beaucoup plus rares en Amérique qu'en Eurasie. Comme le loup a été réhabilité par les ouvrages de l'écrivain Farley Mowat et du zoologiste David Mech, cette rareté a conduit depuis les années 1970 à l'affirmation souvent répétée, « il n'y a jamais eu un seul cas documenté d'attaque de loup sain contre un être humain en Amérique ». Certaines attaques de loups prédateurs sont cependant rapportées par les journaux du XIXe siècle et du début du XXe siècle.
En décembre 1942, un chef de section du Canadien Pacifique a été attaqué par un loup alors qu'il patrouillait en draisine dans la région de Chapleau (Ontario). Il s'est défendu avec deux haches contre les attaques répétées du loup, durant 25 minutes ; son récit est corroboré par ses collègues qui ont tué l'animal. Depuis la Seconde Guerre mondiale, deux attaques mortelles ont été recensées au Canada. En 1963, un garçon de cinq ans, Marc Leblond, a été enlevé et tué par une louve au nord de Baie-Comeau. Le 8 novembre 2005, un étudiant en géologie de 22 ans, Kenton Carnegie, a été tué et partiellement dévoré par deux loups près du Lac Wollaston, dans le nord du Saskatchewan.
Une troisième attaque mortelle eut lieu en Alaska le 8 mars 2010, près de Chignik, la victime étant une institutrice de 32 ans, Candice Berner. La question d'une attaque de loup s'est posée pour un randonneur expérimenté de 29 ans, Jordan Grider, dont les restes ont été trouvés en avril 2019 dans le Minnesota parmi de nombreuses traces de loups, mais l'enquête sur sa mort a conclu à une cause indéterminée.

## Attaques de loups enragés en Europe
Selon l'étude du Norsk Institutt for Naturforskning dirigée par John Linnell, les attaques de loups enragés ont fait en France 21 morts et 34 blessés de 1850 à 1874, 3 morts et 21 blessés de 1875 à 1899. En 1851, l'un d'eux a parcouru en sept heures 45 km environ dans la forêt de Lorge, mordant 41 personnes (10 hommes, 12 femmes et 19 enfants) et au moins 76 animaux domestiques,.
En Roumanie, qui possède la population lupine la plus nombreuse d'Europe après la Russie, des attaques de loups enragés se produisent encore au début du XXIe siècle : plusieurs personnes mordues ont été hospitalisées,. Entre 1922 et 1943 le quotidien Universul mentionne 51 attaques de loups enragés.
En Russie, on estime que les attaques de loups enragés se produisent plutôt de janvier à avril, et elles suivent un cycle de onze ans.
En Turquie, des attaques mortelles de loups enragés ont été recensées,.

## Accidents avec des loups captifs
En 1996 aux États-Unis, Patricia Wyman, une employée de la réserve Haliburton (en) en Ontario, a été tuée dans leur enclos par quatre ou cinq loups élevés en captivité mais sans socialisation avec les humains,,.
En 2012, une employée du parc animalier de Kolmården en Suède a été tuée par des loups captifs, dans leur enclos.
En 2016, un expert en loups, Carlos Sanz, a été blessé à la tête et aux jambes par un loup captif du Centro del Lobo Ibérico, dans la province de Zamora en Espagne : l'enclos du parc avait été cisaillé.
En 2024 en France, au zoo de Thoiry, une femme est grièvement blessée par trois loups gris captifs alors qu'elle tentait de traverser leur enclos en courant. Elle a réussi à pénétrer dans l'enclos interdit aux piétons (réservé aux visites à bord d'un véhicule) « en franchissant deux systèmes de sécurité, un fossé et un dispositif électrique ».